# كاونتر سترايك (سلسلة)
كاونتر سترايك هي سلسلة ألعاب فيديو تصويب منظور الشخص الأول. بدأت اللعبة لأول مرة في 1999 على مايكروسوفت ويندوز بنسختها الأولى كاونتر سترايك. أُطلقت في البداية معدلة للعبة هاف-لايف، وطورها جاس كليف ومينه لي، قبل أن تكتسب شركة فالف ملكية اللعبة، وهي الشركة المطورة لهاف-لايف. أُتبعت بنسخة ثانية مسماة بكاونتر سترايك : كونديشن زيرو، وأطلقت في 2004 وقد طورتها فالف. وفي أواخر تلك السنة، طورت فالف لعبة مسمية بكاونتر سترايك سورس، حيث أصدرت بعد ثمانية أشهر من كونديشن زيرو، في نوفمبر 2004، وتعتبر معاد تصنيعها من اللعبة الأصلية كاونتر سترايك، وهي اللعبة الأولى في السلسلة التي تستخدم محرك سورس الجديد الذي أنشأته فالف. ثم في عام 2012 صدرت النسخة الرابعة التي تسمى كاونتر سترايك: غلوبال أوفنسيف

## الألعاب

### السلسلة الرئيسية

#### كاونتر سترايك
أصدرت في الأصل معدلة لهاف-لايف واكتسبت فالف حقوق ملكيتها في 2000. أصدرت للإكس بوكس في 2003. ول أو إس إكس ولينكس في أبريل 2013.

#### كاونتر سترايك: كونديشن زيرو
أتبعت اللعبة الأولى بهذه اللعبة، التي طورتها فالف ونشرتها في 2004. استخدمت جولد سورس المشابه لسالفها. وافتقدت هذه اللعبة الاستقبال الكبير بالنسبة لسابقتها، فأتبعت بلعبة تسمى كاونتر سترايك سورس

#### كاونتر سترايك سورس
هي إعادة صنع للعبة الأولى مستخدمة محرك سورس، طورتها فالف ونشرتها في أواخر 2004.

#### كاونتر سترايك: غلوبال أوفنسيف
هي اللعبة الرابعة في السلسلة الرئيسية، طورتها فالف مثل سابقتها وألعاب فالف الأخرى، وتستخدم محرك سورس وصدرت عام 2012 وتحديدا وتحديدا في شهر أغسطس وتحديدا في 21 .

### السلسلة الثانويه
- كاونتر سترايك نيو
- كاونتر سترايك اون لاين
- كاونتر سترايك لونج هورن
- كاونتر سترايك نيكسون
- كاونتر سترايك اكستريم
- كتونتر سترايك 1.8